# Acumulació tafonòmica

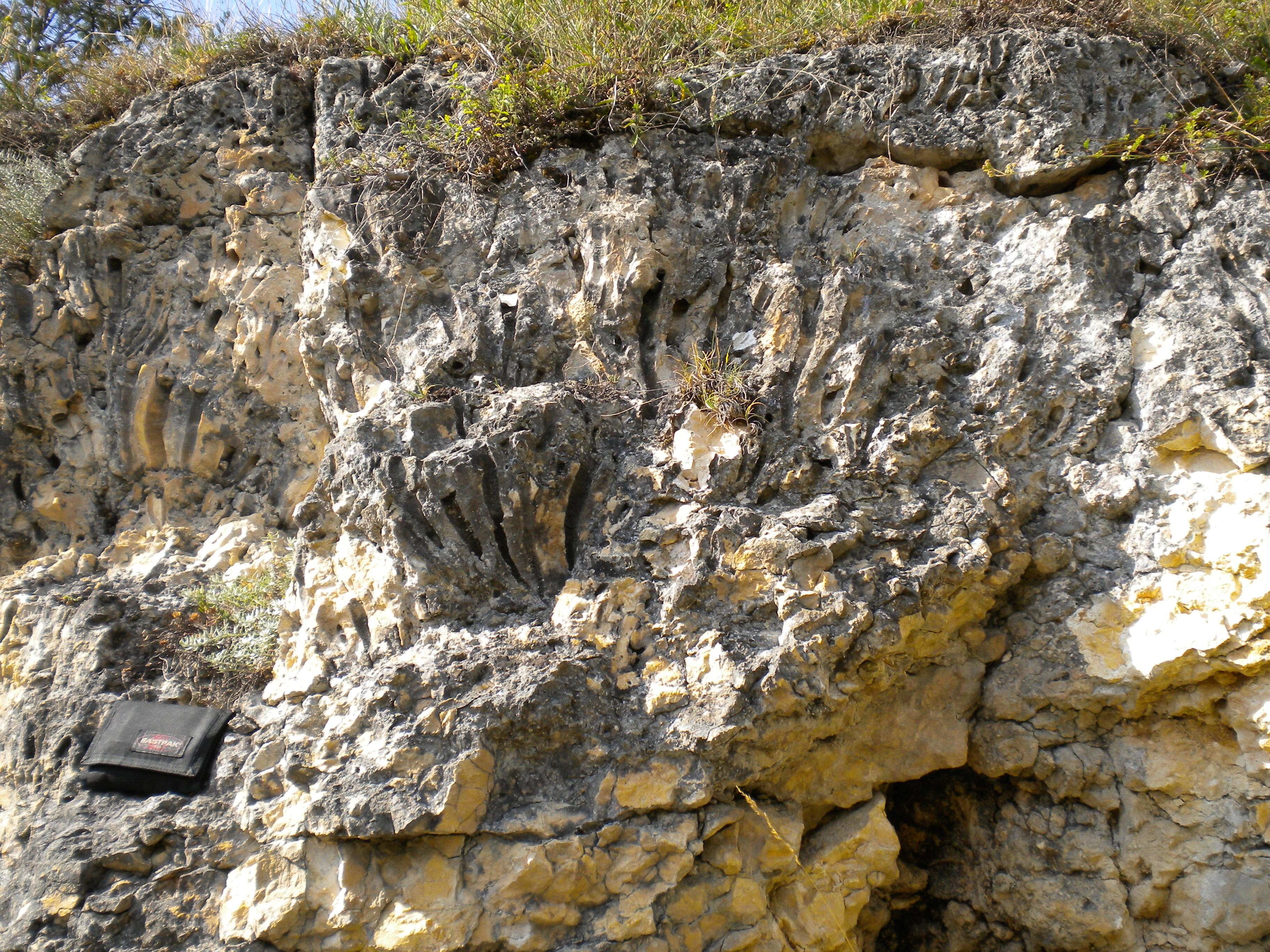
Escull de rudists fòssil. A causa de la seua manera de vida sèssil les restes no han sofert desplaçaments i es troben en «posició de vida», per això són fòssils acumulats

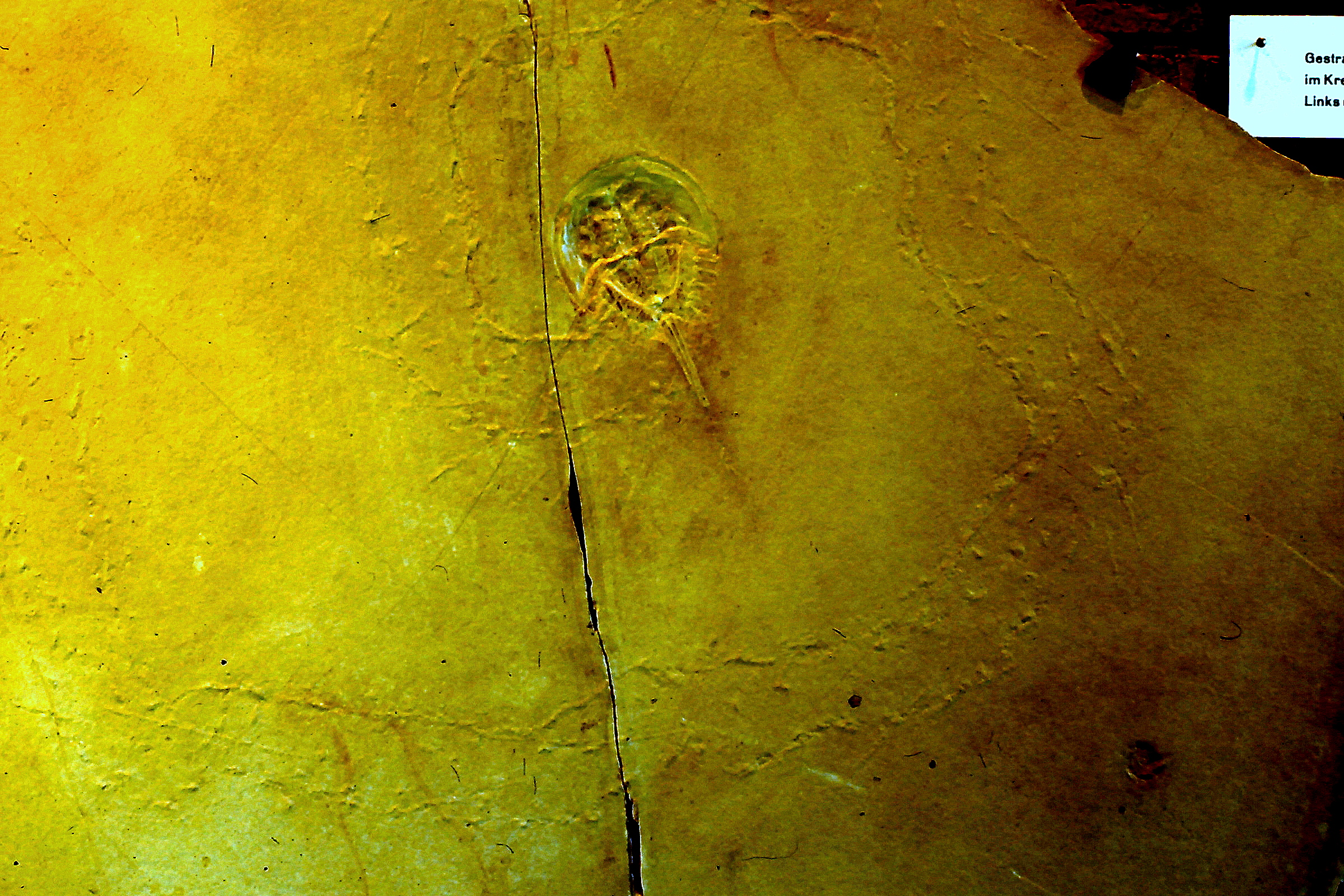
Dos tipus de fòssils acumulats produïts per un mateix individu: icnita i fòssil corporal. Les restes de la closca no s'han desplaçat del lloc de la mort, com testifiquen les petjades dels darrers moviments sobre el substrat

Es denomina acumulació tafonòmica el procés mitjançant el qual les restes susceptibles de convertir-se en fòssils s'incorporen a la litosfera. Si la resta incorporada al substrat no pateix cap desplaçament posterior es denomina fòssil acumulat; és un dels tres estats mecànics, junt amb el de resedimentat i el de reelaborat, en què es pot trobar un fòssil.
L'acumulació pot ser simultània o posterior (necrocinesi) a la producció de la resta o senyal biològic per mort o realització. És un procés normal de l'etapa bioestratinòmica, excepte quan la resta o senyal es produeixen ja soterrats, com ara en els organismes endobionts, les restes dels quals o les petjades de la seua activitat es poden acumular en el substrat on viuen o s'alimenten.
La paraula acumulació no implica amuntegament i no té per què haver-hi aportació de matèria; pot consistir només en transmissió d'informació a la litosfera, com en el cas de les petjades de locomoció animal marcades sobre un sediment tou (icnita).